# 燕城监狱
司法部燕城监狱是中华人民共和国司法部直属监狱，由司法部监狱管理局管理（副局长兼任监狱长），位于河北省三河市燕郊高新技术产业开发区。该监狱于2000年11月正式开始建设。一期工程全部竣工后，该监狱于2002年10月28日正式成立。该监狱除承担一般监狱职能外，还是全国监狱工作改革的研究试验基地。
燕城監獄佔地44萬平方米，收容額為1,600名。監獄關押三類囚犯，包括：普通刑事囚犯、外國籍囚犯和職務囚犯（多为厅局级及以下官员），所有囚犯都是從各地監獄調送而來。現有囚犯約650人，关押的官员多为厅级。

## 囚犯待遇
午饭、晚饭两菜一汤。普通刑事犯每监8人，职务犯每监2人（内设有卫生间和沐浴间）、外籍犯每监不超过4人。
建有阅览室、篮球场、心理辅导室、亲情活动室、会见室等公共活动场所。

## 知名囚犯
- 原央视文艺部主任 赵安（已出狱）[5]
- 原中国足协副主席谢亚龙（已出獄）
- 原中国足协副主席南勇（已出獄）
- 原中国足协副主席杨一民（已出獄）
- 原足球裁判陆俊（已出狱）
- 谷开来（薄熙来妻子）
- 北京市朝阳区原副区长刘希泉
- 原中國國家藥監局藥品註冊司司長曹文莊